# Robots (película)
Robots es una película de animación estadounidense de 2005 producida por Blue Sky Studios (siendo su segunda producción cinematográfica) y distribuida por 20th Century Fox, dirigida por Chris Wedge y Carlos Saldanha. Se basa en una historia del escritor de libros para niños William Joyce y cuenta con las voces en su versión original de Ewan McGregor, Mel Brooks, Halle Berry, Jennifer Coolidge, Amanda Bynes, Drew Carey y Robin Williams. La historia sigue a un ambicioso robot inventor llamado Rodney Hojalata, que busca a su ídolo El Gran Soldador para trabajar para su compañía en Ciudad Robot, pero descubre un complot de su nuevo líder, Ratchet, y su madre para actualizar por la fuerza a la población y erradicar a los robots desactualizados, conocidos como "obsoletos".
El desarrollo de la película comenzó en el 2000, después de que Wedge y William Joyce no lograran adaptar el libro infantil de Joyce de 1993, Santa Calls, por lo que descartaron la idea y, en su lugar, hicieron una historia sobre robots. 
Robots se estrenó en el Mann Village Theatre en Westwood, Los Ángeles, el 6 de marzo de 2005 y se estrenó en los Estados Unidos el 11 de marzo del mismo año. La película recibió críticas generalmente positivas, que elogiaron el humor y la creatividad de la película, pero en general consideraron que su historia y personajes eran algo poco originales y olvidables. A pesar de ello, se ha recaudado más de $260 millones de dólares con un presupuesto de $75 millones. Se discutió una secuela, pero nunca se produjo debido al mayor enfoque del estudio en su franquicia insignia, Ice Age.

## Argumento
En un mundo poblado por robots inteligentes, Rodney Hojalata, hijo de Herb y Lydia Hojalata, que vive en Ciudad Remache, es un joven aspirante a inventor que idolatra al Gran Soldador, un famoso inventor y filántropo cuya compañía Industrias Gran Soldador desarrolla máquinas útiles. Rodney inventa un pequeño robot llamado Wonderbot para ayudar a su padre Herb a lavar los platos en un restaurante. Cuando el Sr. Gunk, el supervisor de Herb, los confronta, Wonderbot se comporta de manera defectuosa y causa estragos en la cocina, dejando a Herb con una gran deuda. Para ayudar a Herb a pagar los daños, Rodney decide viajar a Ciudad Robot, con la esperanza de presentar a Wonderbot a Industrias Gran Soldador. Al llegar, se entera de que Phineas T. Ratchet se ha hecho cargo de la industria y ha decidido implementar costosas actualizaciones, negándose a reparar a los "obsoletos". Mientras tanto, Madame Engrane, la malvada madre de Ratchet, dirige el "Tiradero", una instalación que recicla chatarra en lingotes para convertirlas en mejoras avanzadas.
Rodney es expulsado y, lleno con polvo metálico, se encuentra en las calles con unos curiosos robots. Se reencuentra con Manivela Pinwheeler, un robot inútil que conoció en la estación, justo cuando este intenta robarle un pie a Rodney mientras está inconsciente. Rodney se queda con él y sus amigos en una pensión propiedad de la tía Turbina. Rodney decide ayudar a reparar los robots "obsoletos" en todo el vecindario, pero finalmente no pueden hacer frente a la demanda debido a la escasez de piezas de repuesto. Por otro lado, Madame Engrane, al descubrir esta situación, le ordena a su hijo que detenga a Rodney y destruya al Gran Soldador. Mientras tanto, Rodney se decepciona al recibir malas noticias de su padre sobre la actualización de sus partes. Con la esperanza de contar con la ayuda del Gran Soldador, Rodney y Manivela se infiltran en la fiesta Gran Soldador, pero Ratchet anuncia que el famoso filántropo no asistirá al evento. Un Rodney enfurecido se enfrenta a Ratchet, quien ordena a su equipo de seguridad que lo elimine a toda costa. Cappy Ann Cappadorkus, una ejecutiva opuesta a Ratchet, rescata a Rodney, mientras Manivela es capturado por las barredoras del "Tiradero". Éste, al llegar al lugar, descubre los planes de Madame Engrane y Ratchet sobre el tema de desechar todos los robots "obsoletos" con nuevas máquinas diseñadas para ello.
Rodney y Cappy vuelan a la mansión del Gran Soldador, donde descubren que éste vive como un recluso; les revela que la avaricia de Ratchet lo llevó a renunciar a su industria y se niega a querer ayudarlos. Rodney, angustiado por esto, llama a sus padres y les cuenta lo sucedido; considera regresar para evitar su orden de captura, pero Herb lo inspira a luchar por sus sueños. Entretanto, Manivela logra escapar del "Tiradero" y expone el complot de Ratchet en contra de los "obsoletos". Rodney reúne a los "Oxidados" y al Gran Soldador, revigorizado por el espíritu de Rodney, quien se une a ellos para detener a Ratchet y recuperar su determinación. Al llegar directamente al despacho, el Gran Soldador intenta despedir a Ratchet, pero este lo termina engañando y daña su sistema de inteligencia justo antes de que Rodney y Cappy lleguen a la escena. En medio de una persecución por los guardias de Ratchet, Rodney logra reparar la memoria de Gran Soldador, mientras Cappy y Ratchet se pelean por el control del Gran Soldador. Rodney logra desactivar el enchufe magnético de Ratchet para librarse de él e intentan escapar, pero una barredora se interpone en su camino y Cappy deja caer accidentalmente al Gran Soldador hacia el "Tiradero".
Decidido a terminar con el conflicto, Rodney decide mejorar a los "Oxidados" con partes eficaces para mantenerse preparados para la batalla, pero cuando Madame Engrane muestra su amasado ejército de secuaces, Piper Pinwheeler, la hermana de Manivela, y la tía Turbina llegan con un numeroso ejército de robots "obsoletos" para apoyar a sus amigos. La batalla se produce entre los "obsoletos" y los secuaces de la malvada Madame Engrane. Mientras Rodney logra rescatar al Gran Soldador de su fundición, Wonderbot se pelea con Engrane, y Ratchet intenta matar a sus amigos con la ayuda de las super barredoras. Gracias a un programa en el que el Gran Soldador demuestra su truco (tirar los pilares de dominó mediante una reacción en cadena), Rodney y él logran destruir las superbarredoras de Ratchet. Al mismo tiempo, Wonderbot lanza a Madame Engrane a su propio horno, causándole la muerte, mientras Ratchet pierde sus mejoras tras quedar colgado de unas cadenas junto a su padre.
Retomando el control de su industria, el Gran Soldador decide ir a Ciudad Remache para celebrar una ceremonia pública y contarle a los padres de Rodney que su hijo se convertirá en su segundo al mando y eventual sucesor de la compañía. Rodney le proporciona a Herb nuevas piezas de repuesto y un instrumento parecido a un fliscorno para que cumpla su sueño de ser músico, por lo que se dirige a los habitantes del pueblo en una entusiasta interpretación de "Get Up Off a That Thing".

## Reparto

### Voces originales
- Ewan McGregor es Rodney Copperbottom/Hojalata.
- Halle Berry es Cappy Ann Cappadorkus.
- Robin Williams es Palanca "Manivela" Pinwheeler.
- Mel Brooks es Gran Soldador.
- Greg Kinnear es Phineas T. Ratchet.
- Jim Broadbent es Madame Engrane.
- Amanda Bynes es Piper Pinwheeler.
- Drew Carey es Crank Casey.
- Jennifer Coolidge es Tía Turbina.
- Harland Williams es Lugnut.
- Stanley Tucci es Herb Copperbottom/Hojalata.
- Dianne Wiest es Lydia Copperbottom/Hojalata.
- Chris Wedge es Wonderbot.
- Natasha Lyonne es Loretta Geargrinder.
- Paul Giamatti es Tim, el guardia de la puerta.
- Dan Hedaya es Sr. Gunk.
- Bob Bergen es Robot #4
- David Hyde Pierce es Robot #5
- Sam Black es varios
- James Earl Jones es Caja de voz de Mufasa.[2]
- Catherine O'Hara es Caja de voz de Sally.[2]
- William Hickey es Caja de voz de Dr. Finkelstein.[2]

### Doblaje

#### Hispanoamérica
- Aleks Syntek - Rodney Hojalata.[3]
- Bárbara Mori - Cappy.
- Rubén Cerda - Manivela.
- Sandra Echeverría - Piper Pinwheeler.
- Humberto Solórzano - Phineas T. Ratchet.
- Rogelio Guerra - Gran Soldador.
- Jorge Roig - Madame Engrane.
- Mario Arvizu - Lugnut.
- Sylvia Garcel - Tía Turbina.
- Eduardo Giaccardi - Cigüeñal.
- Sergio Gutiérrez Coto - Herb Hojalata.
- Rocio Garcel - Lydia Hojalata.
- Luis Alfonso Mendoza - Tim, el guardia de la puerta.
- Maynardo Zavala - Sr. Gunk.
- Dulce Guerrero - Loretta Gargrinder.
- Federico Romano - Caja de voz de Mufasa.
- Gabriela Vega - Caja de voz de Sally.
- Arturo Mercado - Caja de voz de Dr. Finkelstein.
- Javier Rivero - Robot #1
- Daniel Abundis - Robot #2
- Kalimba Marichal - Robot #3

#### España
- Alejo Sauras - Rodney Hojalata.
- Elsa Pataky - Cappy.
- Florentino Fernández - Manivela.
- Daniel García - Ratchet.
- Lluís Marco - El gran soldador.
- Gonzalo Abril - Cigüeñal.
- Juan Antonio Bernal - Herb Hojalata.
- Aleix Estadella - Tim, el guardia de la puerta.
- Alba Sola - Lydia Hojalata.
- Isabel Valls - Piper Pinwheeler.
- Julia Gallego - Tía Turbina.
- Constantino Romero - Caja de voz de Diésel.
- Ángela González - Caja de voz de Diésel.
- Simón Ramírez - Caja de voz de Diésel.
- Domenech Farell - Mamá Engrane.

## Lanzamiento

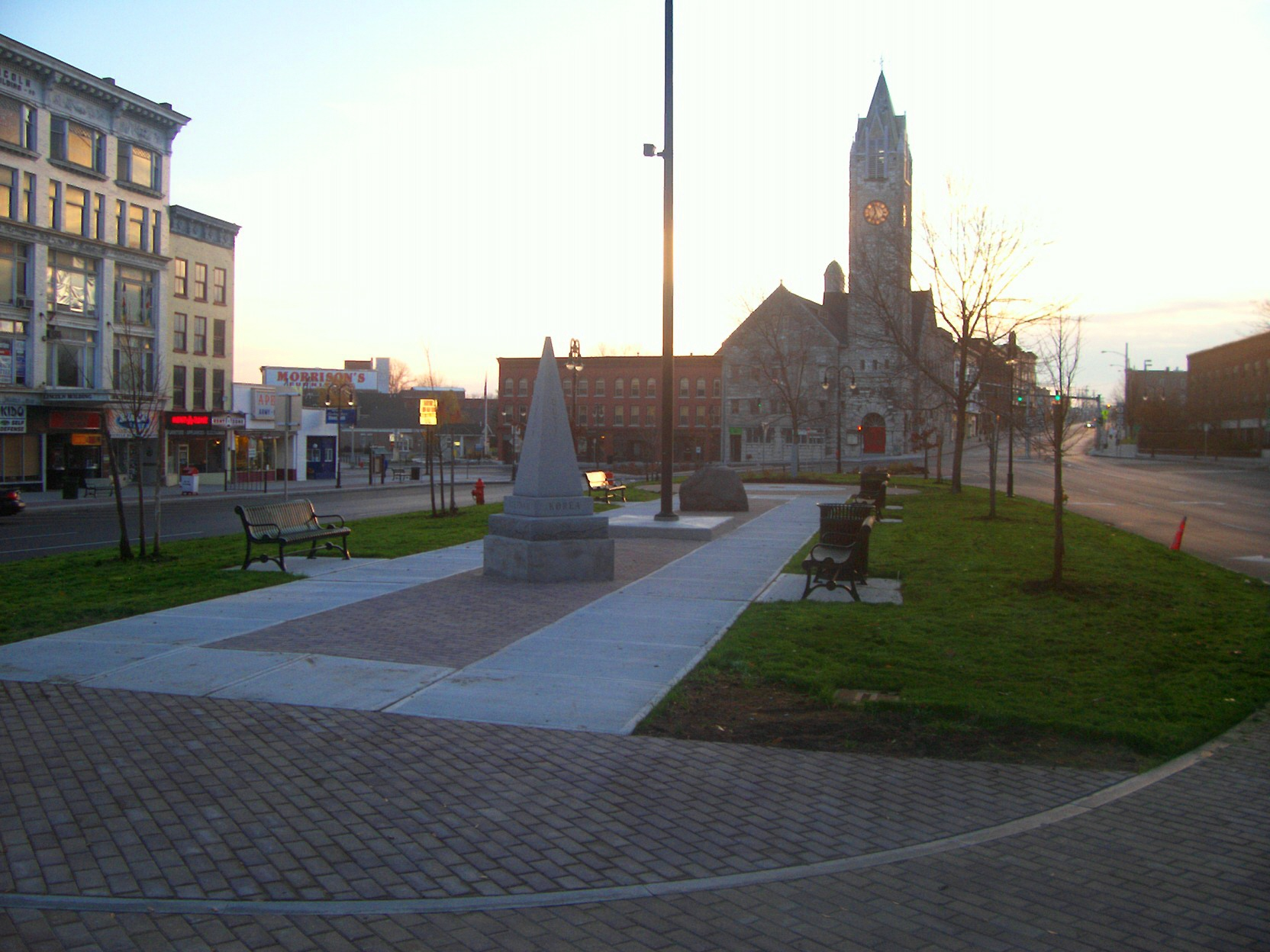
Se especula que el pueblo de Rodney en la película está basado en la localidad de Watertown, Nueva York, donde el director Chris Wedge vivió en su infancia. Sin embargo, el director se encargó de negarlo en una entrevista.

Algunos rumores indican que la ciudad de Rodney en la película está basada en la localidad de Watertown, Nueva York, pero el director Chris Wedge negó estos rumores en una entrevista.
La película iba a ser estrenada inicialmente en 2004, pero su fecha de estreno fue cambiada para proyectarse al año siguiente. Finalmente, fue estrenada el 6 de marzo de 2005 en Westwood, Los Ángeles y exhibida en cines a partir del 11 de marzo. Fue la primera película en exhibir el tráiler de las películas Star Wars: Episode III - Revenge of the Sith y Ice Age: The Meltdown, conocida en ese momento como Ice Age 2. Robots fue remasterizada digitalmente en formato IMAX y exhibida en algunos teatros con disponibilidad de dicho formato.

### Formatos caseros
La película fue lanzada en DVD y VHS el 27 de septiembre de 2005  y se le adicionó un corto animado titulado Aunt Fanny's Tour of Booty. Fue lanzada en Blu Ray de alta definición el 22 de marzo de 2011. El 29 de septiembre del 2021 fue lanzada en la plataforma Disney+.

## Recepción

### Crítica
En el sitio de internet Rotten Tomatoes, la película cuenta con un 64% de porcentaje aprobatorio basado en 178 reseñas. El consenso en el sitio afirma: "Robots es deleita a nivel visual, aunque su historia parece salida de una cadena de montaje". Metacritic le otorga una puntuación de 64 sobre 100 basada en 33 reseñas, indicando "reseñas generalmente favorables". Roger Ebert le dio tres estrellas y media sobre cuatro posibles, afirmando que "es una película feliz y armoniosa".

### Taquilla
La película fue estrenada en los Estados Unidos y Canadá el 11 de marzo de 2005 y cosechó 36 millones de dólares en 3.776 teatros en su primer fin de semana, encabezando las listas de taquilla en ese momento. Obtuvo un total de $260.7 millones de dólares a nivel mundial.

### Premios
La película fue nominada a una multitud de premios en la categoría de mejor película animada, mejor diseño, mejor personaje animado, reparto de voz y edición de sonido. Sin embargo solo pudo ganar uno de ellos, el premio MTV México Movie a la mejor canción, "Un Héroe Real". Además, es reconocida por el Instituto Americano del Cine en la lista AFI's 10 Top 10 en 2008.

## Música

### Banda sonora
Robots: Original Motion Picture Soundtrack fue publicado el 1 de marzo de 2005.
| Lista de canciones |                                          |                                        |          |  |
| N.º                | Título                                   | Intérpretes                            | Duración |  |
| 1.                 | «Shine»                                  | Ricky Fanté                            | 4:08     |  |
| 2.                 | «Right Thurr»                            | Chingy                                 | 4:12     |  |
| 3.                 | «Tell Me What You Already Did»           | Fountains of Wayne                     | 1:59     |  |
| 4.                 | «Wonderful Night»                        | FatBoy Slim con Lateef                 | 2:46     |  |
| 5.                 | «Get Up Offa That Thing (Ali Dee Remix)» | James Brown                            | 3:40     |  |
| 6.                 | «(There's Gotta Be) More to Life»        | Stacie Orrico                          | 3:23     |  |
| 7.                 | «Love's Dance»                           | Earth, Wind & Fire                     | 4:29     |  |
| 8.                 | «Low Rider»                              | War                                    | 3:15     |  |
| 9.                 | «I Like That»                            | Houston con Chingy, Nate Dogg and I-20 | 3:58     |  |
| 10.                | «Silence»                                | Gomez                                  | 2:55     |  |
| 11.                | «Walkie Talkie Man»                      | Steriogram                             | 2:15     |  |
| 12.                | «Robot City»                             | John Powell con Blue Man Group         | 4:09     |  |
| 13.                | «Underground»                            | Tom Waits                              | 2:00     |  |
| 43:09              |                                          |                                        |          |  |

Otras canciones incluidas en la película
- "Can't Get Enough of Your Love, Babe" – Barry White
- "...Baby One More Time" – Britney Spears
- "See Me" – Melanie Blatt
- "Eye of the Tiger" – Survivor
- "From Zero to Hero" – Sarah Connor
- "Gonna Make You Sweat" – C+C Music Factory y Freedom Williams
- "Un Héroe Real" - Aleks Syntek (Solo disponible para Latinoamérica)
- Para el estreno japonés, la película utiliza "Mawaru Sora" escrita por Hitomi Yaida en los créditos finales.[20] [21][22]